# دانشکده شیمی دانشگاه صنعتی امیرکبیر
دانشکده شیمی یکی از دانشکده های نوپا و جدید در دانشگاه صنعتی امیرکبیر است. با توجه به اهمیت علم شیمی در جوامع مختلف راه اندازی این رشته در دانشگاه صنعتی امیرکبیر که از بهترین دانشگاه های ایران است امری ضروری بود. 
تا پیش از تاسیس این دانشکده، فعالیت های این مجموعه تحت عنوان گروه مستقل شیمی صورت می گرفت. از سال 1367 این گروه با نام گروه شیمی فعالیت خود را آغاز نمود. در ابتدا به صورت ارائه دروس سرویس درس های شیمی عمومی و آزمایشگاه های شیمی را پوشش میداد. این گروه از سال 1376 فعالیت علمی و آموزشی خود را با راه اندازی دوره ی کارشناسی ارشد در رشته شیمی کاربردی گسترش داد. همچنین با جذب دانشجو در دوره ی دکتری در رشته شیمی کاربردی از سال 1388 تغییراتی در سیستم این گروه صورت گرفت. در تاریخ 1397/12/13 بر اساس مصوبه نهمین نشست دوره ششم هیات امنای دانشگاه این مجموعه از گروه شیمی به دانشکده شیمی تغییر نام یافت.
در حال حاضر این دانشکده در مقطع کارشناسی ارشد در گرایش های شیمی کاربردی، شیمی فیزیک، شیمی معدنی، شیمی تجزیه و شیمی آلی دانشجو میپذیرد.

## لیست استادان
دانشکده شیمی دارای استادان برجسته ای در این حوزه میباشد.
|    | نام                        | گروه آموزشی  | مرتبه    |
| -- | -------------------------- | ------------ | -------- |
| 1  | دکتر حسین سالار آملی       | شیمی تجزیه   | استاد    |
| 2  | دکتر مهران جوانبخت         | شیمی تجزیه   | استاد    |
| 3  | دکتر زاهد احمدی            | شیمی کاربردی | دانشیار  |
| 4  | دکتر زهرا شریعتی نیا       | شیمی معدنی   | استاد    |
| 5  | دکتر سعیده سرآبادانی تفرشی | شیمی فیزیک   | استادیار |
| 6  | دکتر حسن حسینی منفرد       | شیمی معدنی   | استاد    |
| 7  | دکتر محمدحسن موسی زاده     | شیمی فیزیک   | استادیار |
| 8  | دکتر لیلا ناجی             | شیمی تجزیه   | دانشیار  |
| 9  | دکتر مجید عبدوس            | شیمی آلی     | استاد    |
| 10 | دکتر الهه کوثری            | شیمی آلی     | استاد    |

## آزمایشگاه ها
این دانشکده دارای چندین آزمایشگاه در حوزه های مختلف است.
- آزمایشگاه پلیمر
- آزمایشگاه انرژی های نو و تجدیدپذیر
- آزمایشگاه شیمی محاسباتی
- آزمایشگاه جداسازی فیزیکی و شیمیایی
- آزمایشگاه شیمی آلی
- آزمایشگاه شیمی تجزیه
- آزمایشگاه شیمی معدنی
- آزمایشگاه شیمی فیزیک
- آزمایشگاه نانوساختار
- آزمایشگاه شیمی دارویی
- آزمایشگاه آنالیز
- آزمایشگاه های شیمی عمومی

## روسا
- فرامرز افشار طارمی
- وحید حدادی اصل (1396 تا 1398)
- مجید عبدوس ( بهمن 1398 تا بهمن 1402)

## مرکز نوآوری
در 20 اسفند 1402 مرکز نوآوری و فناوری دانشکده شیمی با حضور معاون وزیر نفت و مدیرعامل شرکت ملی صنایع پتروشیمی ایران، مسئولین دانشگاه و فعالان دانشکده افتتاح گردید.